# Мизофония
Мизофония (греч. μῖσος — «неприязнь » и греч. φωνή — «звук», «голос», «шум», буквально «отвращение к звукам») является формой нетерпимости к звукам. Считается неврологическим расстройством, вызванным негативным опытом, связанным с определёнными звуками, громкими или тихими.
Термин был придуман американскими нейробиологами Павлом Ястребовым и Маргарет Ястребовой. Термин часто используется как синоним термина селективная звуковая чувствительность.
В отличие от гиперакузии, мизофония связана с определёнными звуками. Мало что известно об анатомическом расположении физиологической аномалии, вызывающей подобные симптомы, но, вероятнее всего, она относится к структурам центральной нервной системы.

## Симптомы
Люди, страдающие мизофонией, наиболее часто раздражаются или даже приходят в ярость от таких обычных звуков, как звук обрезания ногтей другого человека, чистка зубов, употребление пищи, дыхание, нюханье, разговор, чиханье, зевота, ходьба, жевание жевательной резинки, храп, свист или кашель, определённые согласные, или повторяющиеся звуки.

## Механизмы
Нейропсихологический механизм. В 2019 году был предложен нейропсихологический механизм развития мизофонии — дисфункция символа (синтетический отбор ощущений, перцептивных образов, образов-представлений и поведенческая схема для выражения смысла), что выражается в дезинтеграции Образа Я (по данному исследованию преимущественно динамического компонента), а также в появлении «вторичной выгоды» по отношению к социокультурному контексту для оптимизации смыслопорождения